# Atheta pseudoschistoglossa

Atheta pseudoschistoglossa  (лат.) — вид коротконадкрылых жуков из подсемейства Aleocharinae. Канада и США.

## Распространение
Встречается в США (Аляска), и в провинциях Британская Колумбия, Нью-Брансуик (Канада).

## Описание
Мелкие коротконадкрылые жуки, длина тела 2,9 мм. Основная окраска коричневая и чёрная (надкрылья буровато-чёрные, ноги и усики светло-коричневые).
Большинство взрослых особей этого вида были обнаружены в пределах или вблизи водно-болотных угодий. Среди биотопов: булыжники, дрейфующий материал, мусор вдоль берегов рек, влажные листья вдоль края пруда в кленовом болоте, в опавших листьях и мхах вдоль ручьёв в ольховых болотах, в помете, в болотистой подстилке (включая Carex).
Взрослые особи были собраны в апреле-августе.
Вид был впервые описан в 2016 году канадскими энтомологами Яном Климашевским (Jan Klimaszewski; Laurentian Forestry Centre, Онтарио, Канада) и Реджинальдом Вебстером (Reginald P. Webster). Видовое название дано по родовому имени Schistoglossa.